# Helper
Helper é uma cidade localizada no estado norte-americano de Utah, no Condado de Carbon.

Helper é uma pequena e antiga cidade mineira a cerca de 100 milhas (161 km) de Salt Lake City. Está em declínio há décadas, mas tem-se verificado a chegada de artistas que não têm posses para Salt Lake City. O cinema antigo, encerrado, ainda apresenta um poster do último filme em exibição nos anos 1960. A sua história rica, relacionada com a imigração, a indústria mineira e Butch Cassidy, reflete-se nos conteúdos fascinantes das suas lojas de antiguidades.

## Demografia
Segundo o censo norte-americano de 2000, a sua população era de 2025 habitantes.
Em 2006, foi estimada uma população de 1886, um decréscimo de 139 (-6.9%).

## Geografia
De acordo com o United States Census Bureau tem uma área de
4,6 km², dos quais 4,6 km² cobertos por terra e 0,0 km² cobertos por água. Helper localiza-se a aproximadamente 1759 m acima do nível do mar.

## Localidades na vizinhança
O diagrama seguinte representa as localidades num raio de 36 km ao redor de Helper.